# Oecetis antennata
Oecetis antennata är en nattsländeart som först beskrevs av Martynov 1935.  Oecetis antennata ingår i släktet Oecetis och familjen långhornssländor. Inga underarter finns listade i Catalogue of Life.